# Cratere Hainzel
Hainzel è un cratere lunare di 70,56 km situato nella parte sud-occidentale della faccia visibile della Luna.
il cratere è dedicato all'astronomo tedesco Paul Hainzel.

## Crateri correlati
Alcuni crateri minori situati in prossimità di Hainzel sono convenzionalmente identificati, sulle mappe lunari, attraverso una lettera associata al nome.
| Hainzel | Coordinate            | Diametro (in km) |
| ------- | --------------------- | ---------------- |
| A       | 40°18′36″S 34°01′12″W | 55,52            |
| B       | 37°56′24″S 33°27′00″W | 15,2             |
| C       | 41°10′12″S 32°47′24″W | 37,76            |
| G       | 37°33′S 33°00′W       | 6,33             |
| H       | 36°58′12″S 33°10′12″W | 10,95            |
| J       | 37°47′24″S 37°52′48″W | 13,28            |
| K       | 37°33′00″S 32°18′36″W | 13,15            |
| L       | 38°07′12″S 35°00′36″W | 15,16            |
| N       | 42°36′00″S 40°11′24″W | 24               |
| O       | 38°39′S 38°39′W       | 12,11            |
| R       | 38°45′00″S 36°25′12″W | 17,49            |
| S       | 41°06′36″S 37°40′48″W | 7,94             |
| T       | 40°12′00″S 37°19′12″W | 12,13            |
| V       | 41°16′48″S 38°48′00″W | 20,64            |
| W       | 40°45′00″S 38°40′12″W | 33,47            |
| X       | 36°39′36″S 36°53′24″W | 5,53             |
| Y       | 40°58′12″S 39°50′24″W | 29,65            |
| Z       | 37°42′00″S 35°25′48″W | 5,31             |